# Rumigny, Ardennes

Rumigny este o comună în departamentul Ardennes din nordul Franței. În 1 ianuarie 2022 avea o populație de 269 de locuitori.